# Швець Любов Микитівна
Любов Микитівна Швець (17 квітня 1943 , Григорівка, Кіровоградська область ) — депутат Державної думи Російської Федерації II, III та IV скликань.

## Біографія
Народилася 17 квітня 1943 року на окупованій німецькими військами території у селі Григорівка Олександрівського району Кіровоградської області Української РСР в українській родині. Закінчила середню школу із золотою медаллю.
1961 року вступила на фінансовий факультет Львівського торговельно-економічного інституту. Після закінчення інституту в 1966 році нетривалий час працювала викладачем бухгалтерського обліку Брянського кооперативного технікуму. У тому ж році переїхала до Новосибірська. Працювала викладачкою бухгалтерського обліку та фінансування Новосибірського кооперативного технікуму.
В 1970 році перейшла працювати до Інституту народного господарства, з яким пов'язано більше 20 років її викладацької діяльності. У 1970—1976 роках працювала завідувачем лабораторією кафедри статистики та механізації обліку обчислювальних робіт. У 1976—1978 році навчалася в аспірантурі при Ленінградському фінансово-економічному інституту (ЛФЕІ), захистила кандидатську дисертацію і повернулася працювати в Новосибірський інститут народного господарства . Незабаром отримала звання доцента, а з 1986 по 1993 роках працювала завідувачем кафедрою фінансів. В 1990 році закінчила Інститут підвищення кваліфікації при Всесоюзній академії зовнішньої торгівлі. У 1993–1994 роках — старший економіст новосибірського АТЗТ «Анрі». У 1994–1995 рр. — консультант, завідувач відділу економічної та соціальної політики Новосибірської обласної Ради депутатів.
З 1995 року член Новосибірського обкому КПРФ. У 1995 році обрана депутатом Державної Думи другого скликання за загальнофедеральним списком КПРФ. У 1999 і 2003 роках обиралася депутатом Державної Думи третього та четвертого скликань по Іскітимському одномандатному виборчому округу. Член Комітету Держдуми з бюджету та податків, комісій із захисту прав інвесторів та з оборонних витрат. Член президії ООД «Всеросійський жіночий союз — Надія Росії».